# تلنت
تلنت (به انگلیسی: Telnet) یک پروتکل تحت شبکه است که در اینترنت و شبکه‌های محلی استفاده می‌شود. این پروتکل در سال ۱۹۶۹ توسعه یافت. بیشتر تجهیزات شبکه‌ای و سیستم‌های عاملی که دارای مدل مرجع اینترنتی هستند، تلنت را پشتیبانی می‌کند.

## جزئیات پروتکل
Telnet یک پروتکل سرویس دهنده و سرویس گیرنده‌است و براساس انتقال ارتباطی عمل می‌کند. ارتباط بر پایه TCP و روی پورت ۲۳ برقرار می‌گردد. اگر چه telnet می‌تواند TCP/IP را بر NCP اجرا کند. پروتکل‌ها چند پسوند دارند و هر یک استاندارد اینترنت می‌باشند. IETF به 27 STD اشاره می‌کند. 32 STB نیز در تعریف پسوندها کاربرد داشته‌است. دیگر پسوندهای IETF یک استاندارد هستند.

## امنیت
وقتی Telnet در سال ۱۹۶۹ طراحی شد بیشتر کاربرهای شبکه درحوزه‌های کامپیوتر موسسات آکادمیک، یا در تسهیلات تحقیق دولتی و خصوصی فعال بودند. در این محیط (سال ۱۹۶۹) امنیت خیلی مورد توجه نبود تا اینکه سال ۱۹۹۰ انفجار پهنای باند شد. با افزایش تعداد مردم در دسترسی به اینترنت، و با توسعه، تعدادی تلاش می‌کنند تا به سرویس دهنده‌های دیگر نفوذ(crack) کنند که (سرویس دهنده‌ها) به‌طور متناوب رمزگذاری شدند حتی بیشتر از یک ضرورت. کارشناسان ایمنی مانند مؤسسه Sans و اعضای Compoos معتقدند که استفاده از Telnet برای ثبت راه دور می‌تواند در شرایط عادی متوقف شود. این به دلایل زیر گزارش شده‌است.
Telnet نمی‌تواند رمز گشایی داده‌های ارسال شده را انجام دهد؛ بنابراین می‌توان روابط را با یک رمز عبور رشد داد. این عامل دسترسی به یک ردیاب است. آن‌ها بین دو میزبان قرار دارند و Telnet می‌تواند بسته‌ها را با اطلاعات کافی عرضه کند. برنامه‌های کمکی مانند Tcpdump و Wireshark از این نوع هستند.
این نوع فرایندهای اجرایی Telnet می‌توانند بدون طرح اعتبارسازی توصیف شوند؛ بنابراین باید ارتباطات بین دو میزبان برقرار شوند. در Telnet چندین آسیب‌پذیری نیز دیده شده‌است. این نوع نقایص در استفاده پروتکل Telnet زیاد هستند به خصوص در اینترنت و پروتکل SSH که ابتدا در سال ۱۹۹۵ گزارش شد. SSH می‌تواند قابلیت Telnet را افزایش دهد. این اعتبارسازی کلیدی می‌تواند متضمن دسترسی به ادعاهای واقعی باشد. این پروتکل‌ها تعمیم Telnet هستند و می‌توانند اعتبار sasl و امنیت TLS را به دنبال داشته باشند. با این وجود بیشتر این فرایندها حامی این تعمیم نمی‌باشند. علاوه به اجرای SSH می‌تواند کافی باشد. مزیت اصلی TLS- TENET شامل توانایی استفاده از گواهینامه سرور می‌باشد. آن‌ها دارای کلید ذخیره می‌باشند. در SSH ضعفهای کاربر باید به خوبی شناخته شوند.

## Telnet 5250
5250IBM یا ۳۲۷۰ می‌تواند از طریق سرویس گیرنده telnet مایت شود: 52010 TN و سرورهای آی‌بی‌ام نیز نقش مهم دارند. سرویس دهنده و سرویس گیرنده از داده‌های IBM 525 بر telnet استفاده می‌کنند. البته حمایت از رمز گشایی SSL نیز عملی است. SSH دارای تقلید ۵۲۵۰ نمی‌باشد. در 400 / OS وردی ۹۹۲می‌تواند ایمن‌سازی telnet را عملی کند.

## وضعیت فعلی
از اواسط ۲۰۰۰ اگر چه پروتکل telnet مورد حمایت زیادی بوده‌است. سرویس گیرنده‌ها توانسته‌اند تمام سرویس‌ها را دریافت کنند. بدون آنکه از نرم‌افزار خاص استفاده شود. گاهی اوقات خدمات شبکه‌ای اشکال زدایی مانند SMTP, IRC, HTTP و FTP یا POP3 یک روش ساده برای ارسال دستور و بررسی واکنش هستند. با این وجود دیگر نرم‌افزارها مانند NC و Socat می‌توانند مورد توجه بیشتر مجریان سیستم قرار گیرند. این نوع مباحث مربوط به ارسال داده‌های کنترل ترمینال می‌باشند. نرم‌افزار telnet بسته به یک استاندارد عملی می‌شود. telnet هنوز در شبکه‌های شرکتی استفاده می‌شود؛ و می‌تواند برنامه‌های میزبان را در دسترس قرار دهد مانند شبکه‌های اصلی IBM. Telnet در اجرای عناصر شبکه نقش مهم دارد مانند شکل‌گیری کمیسیون، هماهنگی و تعمیرات عناصر شبکه اصلی در شبکه‌های متحرک. telnet می‌تواند برای بازی‌های MUD در اینترنت استفاده شود مانند talkers, mushes, muck, moo و جامعه BBS، در ویندوز میکروسافت ۲۰۰۷ ویندوز Vista نتوانست طبق پیش‌فرض نصب شود.

### سیستم مکینتاش
3270 tn یک نوع سرویس گیرنده بدون telnet برای مکینتاش می‌باشد. طراحی سیستم اصلی IBM با استفاده از 3270 tn عملی است. ترمینال می‌تواند دستور telnet را برای برنامه رابط گزارش کند. این بخشی از ترمینال مکینتاش osx می‌باشد. Nifty telnet یک سرویس گیرنده کوچک telnet برای نسخه‌های mocos معرفی شده‌است و آن‌ها حامی SSH هستند.
Data comet یک برنامه telnet & SSH برای مکینتاش است

### سیستم چندگانه
- Putty یک نوع SSH, Telnet و rlogin یا tcp خام برای ویندوز، linux و unix می‌باشد.
- M telnet یک سرویس گیرنده ۱۵ صفحه نمایش بزرگ می‌باشد. این می‌تواند در اجرای OS/2 مفید باشد. سهولت استفاده مربوط به قابلیت پیاده کردن Zmodem می‌باشد.
- Twisted conchدارای یک روند اجرایی سرویس دهنده و سرویس گیرنده‌است.
- LVT نیز یک سیستم چند جلسه‌ای می‌باشد. آن‌ها برای ویندوز DOS کاربرد داشته‌اند. حمایت SSH و Kerberos مربوط به این فرایند است. ویژگی‌های مفید مانند نسخه برداری و ثبت خودکار در این زمینه نقش مهم دارند.
- Synct ERM یک نوع ترمینال و سرویس گیرنده Telnet/ Rlogin/SSH می‌باشد که در ویندوز و سیستم nix رایج می‌باشد. حمایت zomdem با صفحه نمایش کامل از این فرایند است.
- Rove mobile SSH یک SSH برمبنای دستور و یک سرویس گرنده Telnet برای unix و linux می‌باشد. حمایت bluet.th نیز از این دسته‌است.

#### رهایی از کد مبدأ
- D telnet یک سرویس گیرنده telnet آزاد برای ویندوز است.
- Pueblo/UE یک سرویس گیرنده telnet آزاد برای ویندوز است و حمایت HTML را انجام می‌دهد.
- Console telnet یک صفحه نمایش بزرگ است و برای محیط‌های mswin 32 کاربرد دارد.

#### کد مبدأ غیرآزاد
- Whitehorn secure یک سرویس گیرنده بدون telnet برای ویندوز است.
- Simpterm یک سرویس گیرنده تک کدی برای محیط mswin 32 است و می‌تواند برای چینی‌ها استفاده شود.
- Simplemu یک سرویس گیرنده telnet مشترک است؛ و می‌تواند قابلیت‌های نوشتاری در vb script جاوا perl داشته باشد.

### سرور Telnet

#### بدون کد مبدأ
- telnetd یک telnet داgلی به زبان جاوا می‌باشد.
- Poor woman's یک سرور telnet جاوای مستقل است. telnet server
- Synchronet یک سرور BBS linux و 32 win است؛ که حامی http, nutp, pop3، ftp و دیگر پروتکل‌ها است.